# Céramique Fat Lava

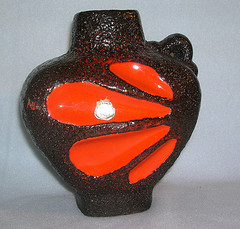
Vase à relief, Manufacture Es-Keramik, Allemagne

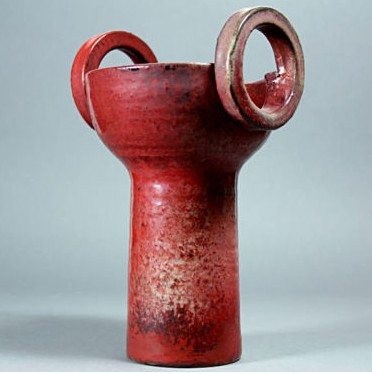
Vase, Manufacture Mobach Keramiek, Pays-Bas

La céramique Fat Lava désigne, d'une manière quelque peu réductrice, les productions des manufactures et studios allemands des années 1950-1970. Elle tire son nom des effets d’émaillages en relief, fréquemment utilisés avec des coloris jaune orangé, qui donnent à la surface des pièces un aspect caractéristique de lave bouillonnante. Le terme Fat Lava est apparu pour la première fois comme titre de l’exposition de céramique allemande organisée à Londres en juillet-août 2006.

## Contexte historique
Étouffée par la montée du nazisme, la création céramique allemande de l'entre-deux-guerres ne connaitra pas les expériences novatrices des céramistes scandinaves. Les expériences du Bauhaus dans le domaine de la céramique resteront donc cantonnées pour réapparaitre dans les années 1950.
Il faudra donc attendre le développement économique de l'Après-Guerre pour que, du fait de sa position géographique, l'Allemagne se découvre au confluent des influences d'une production scandinave, élégante et équilibrée, d'une création italienne, colorée et sculpturale et d'un apport graphique en provenance d'Europe de l'Est.

## Caractères stylistiques

### La production industrielle

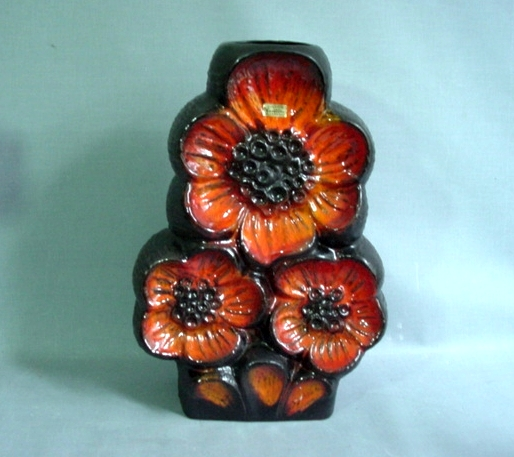
Vase à décor en relief, Manufacture Carstens

Plus de soixante studios et fabriques ont créé des modèles durant les décennies 1950-1970. Cette abondante production fut majoritairement obtenue par moulage. Les pièces, produites en série, étaient ensuite émaillées individuellement.
Ce mode de production semi-industriel dissocia très tôt la production des formes de celle des décors. On peut ainsi trouver un même modèle habillé d'une multitude de glaçures, produit de créateurs différents. Les formes et les décors les plus emblématiques ont gardé la trace de leurs concepteurs comme Adele Bolz (Décor Filigran pour Ruscha) ou Bodo Mans pour Bay Keramik.
La production industrielle des modèles, qui limitait leur variété, laissait par contraste une très grande liberté aux émailleurs qui pouvaient tester les associations les plus inattendues.
Les productions les plus répandues et les plus largement exportées proviennent de Bay, Dümler & Breiden, Scheurich, Carstens, Jasba, Strehla ou Roth. Les pièces sont généralement signées d'une marque en relief moulée, W.GERMANY ou WEST GERMANY et d'une numérotation en deux parties. Le premier chiffre correspond au modèle de vase qui peut recevoir de multiples émaillages différents. Le second chiffre correspond usuellement à la taille de la pièce.
Les manufactures exportèrent une part très importante de leur production (jusqu'à 35 %) vers les États-Unis, le Royaume-Uni, l'Australie ou la Nouvelle-Zélande. Des distributeurs locaux furent implantés, qui combinèrent parfois leur marque à celle des manufactures. Des licences de fabrication furent même négociées et l'on trouve des empreintes « AUSTRIA » remplaçant le « W. GERMANY ». Les pièces exportées restèrent cependant dans la moyenne acceptable par la clientèle de masse, et les créations les plus aventureuses demeurèrent en Allemagne.
Les exportations vers la France ou l'Italie furent comparativement beaucoup plus réduites, contrées probablement par la production massive de centres comme Vallauris ou Accolay et par un goût différent du public.

### Leslavescourantes
Les céramiques les plus courantes sont des vases, généralement de dimensions importantes. Certains d'entre eux sont destinés à rester au sol du fait de leur volume et de leur poids. Les formes sont simples, les parois épaisses.
De nombreuses pièces reçoivent un émaillage de base satiné brun ou noir qui fait ressortir les effets colorés des décors. Les effets de glaçures superposées jouent sur les différences d'épaisseur des émaux. Les coulures et recouvrements ajoutent ainsi aux associations de coloris des effets de matières caractéristiques. Les effets de laves sont obtenus par l'adjonction de composants chimiques à l'émail. Les cratères varient en taille et profondeur selon le dosage effectué.
L'apparente homogénéité de la production des décennies 50/70 laisse cependant apparaitre l'évolution du goût:
- Les années 1950 mettent l'accent sur les coloris pastels, les décors peints et les graphismes géométriques. Les formes biomorphiques et dissymétriques s'inspirent librement de la verrerie italienne de Murano.
- Les années 1960 voient apparaitre les premières laves, en 1967, chez Marei, avec le décor bleu et blanc 'Capri', documenté dans des publicités récemment mises à jour, et qui rappelle le décor 'écume de mer' de Vallauris. D'autres laves seront ensuite produites par Roth, Fohr, Jopeko, Scheurich et d'autres manufactures dans les années 1970. Les vases aux formes géométriques inspirés de l'architecture deviennent courants.
- Les années 1970 sont celles de tous les excès, explosion des couleurs et des formes, lignes archaïques, exotiques, jurassiques. Le répertoire formel puise dans les sujets d'actualité comme la course à l'espace aussi bien que dans la zoologie ou la minéralogie.

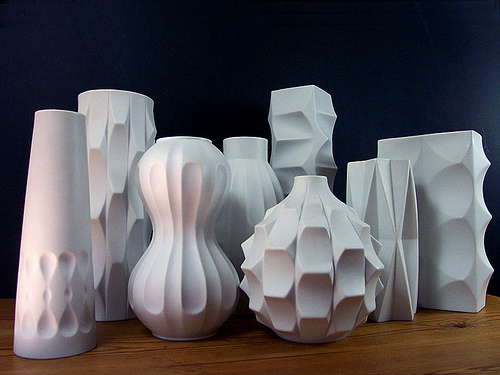
Vases de la série Archais, fabrique Hutschenreuther

### La politique deslignes
Si le décor Fat Lava demeure à la fois le plus répandu et le plus aisément reconnaissable, la céramique allemande des années 1950-1970 a connu des séries variées parfois reprises par plusieurs manufactures.
La plupart des fabricants ont ainsi lancé des lignes thématiques déclinées en divers modèles ou tailles. Ceramano s'offre ainsi des décors, d'inspiration très éclectique, qui se nomment Giza, Dolomit, Marcus, Kreta, Adria, Arctis, etc.
Scheurich produit pour sa part une série Montignac en décorant de figures rupestres tout à fait inattendues les vases-briques de sa linie 72.
- Les vases-briques : Ces modèles prennent leurs distances par rapport aux vases de révolution de la poterie traditionnelle. Souvent surnommés Kubus, ils affirment ainsi l'origine industrielle de leur production. Leur corps géométrique rectangulaire se décline en modèles semi-organiques percés de trous (les cheminées de Roth Keramik) ou en modèles graphiques épurés (Cari Zalloni pour Steuler). Cette rigueur géométrique offre aux designers, influencés par la culture du Bauhaus, un champ d'expérience dans lequel ils mêlent effets de combinatoire et références architecturales.
Ces modèles portent souvent des motifs en relief alignés et répétitifs qui leur donnent l'aspect caractéristique de maquettes d'immeubles percés de fenètres.
- Les vases-soucoupes : Les années 1960-1970, années de la course à l'espace, sont une source d'inspiration totalement nouvelle pour les créateurs allemands. Ils déclinent ainsi toute une série de formes de soucoupes volantes (Hutschenreuther Keramik) ou de missiles (séries Rocket)
Parallèlement, les émailleurs mettent l'accent sur les laves à cratères, aux coloris noir et blanc, qui rappellent clairement les images du sol lunaire qui pénètrent alors dans les foyers par le biais de la télévision[5].
- Les vases à reliefs pétrifiés : Ils apparaissent en 1972 avec la prise de conscience du gâchis des ressources naturelles et de la montée de la pollution. L'intérêt pour la nature et l'environnement se traduit par l'apparition de lignes de vases en porcelaine décorés de textures de coquillages, écorces ou galets. Kaiser Porcelain produit la ligne Jura, à décor de fossiles, Rosenthal fait appel à Tapio Wirkkala et à Martin Freyer.
Dans ce climat de retour au naturel, les émaux-laves sont utilisés pour leurs effets d'écorces d'arbres, de rochers pétrifiés ou de pelages d'animaux comme les bisons de Ruscha par Kurt Tschörner.

### Les créateurs

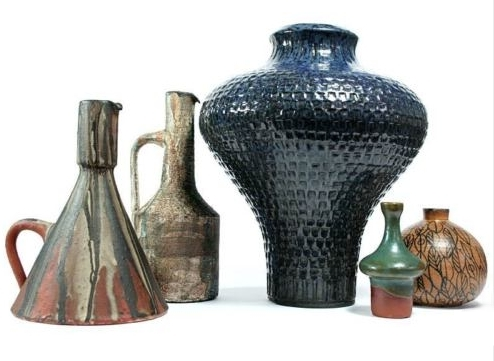
Ensemble de céramiques de Gerhard Liebenthron, Allemagne, XXe siècle

Selon une pratique courante dans les pays d'Europe du Nord, de nombreux créateurs poursuivent en parallèle une carrière de directeur artistique pour une ou plusieurs manufactures et une production personnelle de pièces uniques dans leur propre studio.
- Dans les années 1960, Cari Zalloni crée les séries Continua, Facette et Zyklon (Cyclone) pour la manufacture Steuler. Cette dernière série, déclinée en de multiples tailles et coloris de vases, est emblématique du style pop-art.
- Gerhard Liebenthron commence sa carrière de céramiste en 1948. Ses travaux à l'élégance simple, aux glaçures rugueuses et naturelles, lui valent une large notoriété dans les expositions nationales et internationales. Ses pièces se trouvent dans divers musées d'Allemagne comme le Keramik Museum de Berlin, le Fockemuseum de Bremen et le Hetiens Museum de Dusseldorf.
- Ludwig Klopfer (1924-1977) devient directeur artistique de Meringer Kunsttöpferei. Il sera l'un des artisans du renouveau créatif de cette manufacture durant les années 1960-70.
- Heinrich Fuchs développe la ligne Archais pour la manufacture de porcelaine Hutschenreuther[6]. Cette série de 15 modèles de vases, produits entre 1965 et 1970, aux reliefs géométriques fortement structurés, est devenue un classique du style Pop art.
- Bodo Mans, un créateur formé dans l'atelier Madoura à Vallauris où il côtoiera Picasso, rapportera chez Bay Keramik un style graphique dissymétrique et quasi cubiste qui marquera le renouveau de cette manufacture[5].
- Kurt Tschörner devient l'un des principaux designers de Ruscha pour qui il crée le pichet 313 et son élégante silhouette. Cette manufacture lui doit une gamme aux formes équilibrées et soigneusement proportionnées qui supporteront les glaçures les plus excentriques. Designer responsable des formes, Il s'associe en 1970 avec Otto Gerharz, spécialiste passionné des émaux, lors de la fondation de la manufacture Otto Keramik[7].
- Peter Müller dessine pour Sgrafo Modern une gamme de vases en porcelaine blanche aux formes organiques.
- Helmut F. Schäffenacker poursuit encore actuellement au sein de son studio une production de plaques émaillées décoratives et de vases aux formes naturelles.

## Principaux studios et fabriques
Bay Keramik - Carstens Tönnieshof - Ceramano - Dümler & Breiden - ES Keramik Emons & Söhne - Fohr Keramik - Gräflich Ortenburg - Haldensleben - Hutschenreuther - Ilkra Edel Keramik - Jasba - Jopeko - Karlsruher Majolika - Marei - Marzi & Remy - Otto Keramik - P Keramik - Roth Keramik - Ruscha (avec des créateurs comme Kurt Tschörner, Cilli Woersdoerfer, Otto Gerharz, Hanns Welling, Adele Bolz, Heinz Siery) - Scheurich - Strehla